# 李喆
李 喆（り てつ、リ・ゼ、1989年1月31日 - ）は、中華人民共和国の囲碁棋士。湖北省武漢市出身、中国囲棋協会所属、阮雲生七段門下、六段。竜星戦優勝、ワールドマインドスポーツゲームズ銅メダルなど。陳耀燁、周睿羊らとともに小豹世代と呼ばれる。

## 経歴
父は中国地質大学博士の李徳威、母は武漢大学副教授の夏芳。麻城市に生まれ、華中師範大学第一付属中学に通う。4、5歳頃から象棋に関心を持ち、8歳の時に囲碁学校に入って囲碁を学び、9歳の時に阮雲生七段門下となる。11歳で湖北省の大会で優勝。2000年、全国少年囲棋戦児童組優勝、入段。2001年から乙級リーグに済南チームで出場。2003年13歳三段で三星火災杯出場。2004年全国囲棋個人戦2位、リコー杯ベスト8。2006年、新人王戦で決勝で王尭を2-1で破って優勝、名人戦ベスト8、国家少年囲棋隊入り。2007年六段、阿含・桐山杯、天元戦ベスト8。2008年招商銀行杯準優勝、三星火災杯世界オープン戦ベスト8、第1回ワールドマインドスポーツゲームズ男子個人戦で銅メダル。2010年名人戦挑戦者決定戦に進出し、江維傑に1-2で敗退、2011年にも挑戦者決定戦で孔傑に1-2。2011年竜星戦決勝で王昊洋に2-0で優勝。
2014年にLG杯棋王戦でベスト4、中信銀行杯ベスト4。2017年新奥杯世界囲棋オープン戦ベスト4。
中国囲棋甲級リーグでは2002年から武漢チームなどで出場。2003年最優秀新人賞、敢闘賞受賞。2007年には李世乭、古力らに勝って7連勝を記録。2009年は主将14-8で主将最多勝。2010年は貴州チームで17-5、最多勝、最優秀棋手を受賞。中国棋士ランキングでは2008年15位、2010年5位。
尊敬する棋士は呉清源。趣味は読書と卓球。

### タイトル歴
- 新人王戦 2006年
- 竜星戦 2011年

### その他の棋歴
国際棋戦
- ワールドマインドスポーツゲームズ
  - 2008年 男子個人戦3位（予選5-1、本戦 ○睦鎮碩、○山田規三生、×姜東潤、○王檄）
- 新奥杯世界囲棋オープン戦 ベスト4 2017年
- LG杯世界棋王戦 ベスト4 2013年（○姜東潤、○安亨浚、○夏晨琨、×柁嘉熹）、ベスト16 2014年（○孫力、×金志錫）
- 三星火災杯世界オープン戦 ベスト8 2008年（○朴廷桓、○陳時映、×周睿羊）、ベスト16 2011年（○朴廷桓、○朴文尭、×金志錫）出場 2003年（×朴永訓）、2005年（×崔哲瀚）
- テレビ囲碁アジア選手権戦 出場 2008年（×趙漢乗）

国内棋戦
- 全国囲棋個人戦 2位 2004年
- 招商銀行杯中国囲棋電視快棋戦 準優勝 2008年
- リコー杯囲棋戦 準優勝 2011年
- 竜星戦 準優勝 2014年
- 全国智力運動会 2011年男子個人戦4位、2015年男子団体戦優勝（湖北チーム）
- 中華人民共和国全国運動会 2017年男子個人戦7位
- 中国囲棋甲級リーグ戦
  - 2001年乙級（済南）
  - 2002年（深圳喜悦洋参）6-5
  - 2003年（湖北武漢人福）11-11
  - 2004年（武漢人福）
  - 2005年（武漢宝安地産）14-8
  - 2006年（武漢華夏学院）
  - 2007年（武漢黄鶴楼）11-11
  - 2008年（武漢黄鶴楼、主将）11-10
  - 2009年（武漢黄鶴楼、主将）14-8
  - 2010年（貴州百霊）17-5、最優秀棋手、最多勝
  - 2011年（貴州百霊）5-13
  - 2012年（貴州百霊）9-5
  - 2013年（貴州百霊）2-7
  - 2014年（湖北洪湖三民）8-12
  - 2015年（武漢三民）0-3
  - 2017年（上海建橋学院）7-11